# Adolfo I di Schaumburg-Lippe
Adolfo I Giorgio di Schaumburg-Lippe (Bückeburg, 1º agosto 1817 – Bückeburg, 8 maggio 1893) fu sovrano del principato di Schaumburg-Lippe.

## Biografia
Adolfo nacque al castello di Bückeburg, figlio di Giorgio Guglielmo di Schaumburg-Lippe e di sua moglie, la principessa Ida di Waldeck e Pyrmont (1796-1869).
Dopo aver compiuto gli studi preparatori a corte, frequentò le università di Ginevra, Lipsia e Bonn per poi intraprendere un tour in Europa che lo portò a visitare la Francia e l'Italia. Al suo rientro in Germania decise di intraprendere la carriera militare ed entrò nel 1º reggimento ussari della Westfalia a Düsseldorf
Adolfo succedette al trono di Schaumburg-Lippe a seguito della morte del padre, il 21 novembre 1860, distinguendosi ben presto per la volontà di apportare cambiamenti in termini politici e sociali in un'area della Germania ancora fossilizzata a vecchi stilemi dell'ancient régime. Nel 1866, Schaumburg-Lippe firmò un trattato militare con la Prussia, e nel 1867 entrò in unione militare con lo stato tedesco, di modo che l'esercito di Schaumburg-Lippe entrasse a far parte come compagnia di quello prussiano. Il 18 agosto 1867 il principato di Schaumburg-Lippe divenne membro della Confederazione Germanica del Nord e si impegnò dal 25 ottobre 1869 a fornire un proprio battaglione nell'esercito prussiano con la nomina a generale di cavalleria; manterrà tale carica anche nell'ambito della Guerra franco-prussiana, che sancirà la proclamazione dell'Impero tedesco di cui il Schaumburg-Lippe diverrà membro dalla fondazione.
A livello di politica interna, Adolfo I si occupò di sviluppare l'agricoltura e la scuola con una serie di leggi che favorirono lo sviluppo della popolazione e del commercio; stabilì di intervenire personalmente coi propri fondi qualora lo stato non fosse stato in grado di sostenere queste spese. A livello personale era un appassionato di arte e di scienze naturali. Il 21 novembre 1885 Adolfo I celebrò il suo 25º anniversario al governo.
Adolfo I morì a Bückeburg l'8 maggio 1893 a causa di una malattia renale e gli successe suo figlio Giorgio.

## Matrimonio e figli
Adolfo sposò la principessa Erminia di Waldeck e Pyrmont (1827–1910) a Arolsen il 25 ottobre 1844, dalla quale ebbe i seguenti eredi:
- Erminia (1845-1930), sposò il Duca Massimiliano di Württemberg
- Giorgio, (1846-1911), principe di Schaumburg-Lippe, sposò la principessa Maria Anna di Sassonia-Altenburg
- Ermanno (1848-1918), senza eredi
- Emma (1850-1855)
- Ida (1852-1891), sposò il principe Enrico XXII di Reuss-Greiz
- Ottone (1854-1935), conte di Hagenburg, sposò Anna von Köppen
- Adolfo (1859-1916), sposò la principessa Vittoria di Prussia
- Emma (1865-1868)

## Ascendenza
|                                       |                                             |                                                      | Genitori                                  |  |  | Nonni |  |  | Bisnonni                              |  |  | Trisnonni                              |  |
|                                       |                                             |                                                      |                                           |  |  |       |  |  | Federico Ernesto di Lippe-Alverdissen |  |  | Filippo Ernesto I di Lippe-Alverdissen |  |
|                                       |                                             |                                                      |                                           |  |  |       |  |  | Federico Ernesto di Lippe-Alverdissen |  |  | Filippo Ernesto I di Lippe-Alverdissen |  |
|                                       |                                             | Dorotea Amalia di Schleswig-Holstein-Sonderburg-Beck |                                           |  |  |       |  |  | Federico Ernesto di Lippe-Alverdissen |  |  |                                        |  |
| Filippo II di Schaumburg-Lippe        |                                             |                                                      |                                           |  |  |       |  |  | Federico Ernesto di Lippe-Alverdissen |  |  |                                        |  |
|                                       |                                             | Elizabeth Philippine von Friesenhausen               | Philipp Siegmund von Friesenhausen        |  |  |       |  |  |                                       |  |  |                                        |  |
|                                       |                                             | Elizabeth Philippine von Friesenhausen               | Philipp Siegmund von Friesenhausen        |  |  |       |  |  |                                       |  |  |                                        |  |
|                                       |                                             | Elizabeth Philippine von Friesenhausen               | Sophie Elizabeth von Ditfurth             |  |  |       |  |  |                                       |  |  |                                        |  |
| Giorgio Guglielmo di Schaumburg-Lippe |                                             | Elizabeth Philippine von Friesenhausen               |                                           |  |  |       |  |  |                                       |  |  |                                        |  |
|                                       |                                             | Guglielmo d'Assia-Philippsthal                       | Carlo I d'Assia-Philippsthal              |  |  |       |  |  |                                       |  |  |                                        |  |
|                                       |                                             | Guglielmo d'Assia-Philippsthal                       | Carlo I d'Assia-Philippsthal              |  |  |       |  |  |                                       |  |  |                                        |  |
|                                       |                                             | Guglielmo d'Assia-Philippsthal                       | Caterina Cristina di Sassonia-Eisenach    |  |  |       |  |  |                                       |  |  |                                        |  |
| Giuliana d'Assia-Philippsthal         |                                             | Guglielmo d'Assia-Philippsthal                       |                                           |  |  |       |  |  |                                       |  |  |                                        |  |
|                                       |                                             | Ulrica Eleonora d'Assia-Philippsthal-Barchfeld       | Guglielmo d'Assia-Philippsthal-Barchfeld  |  |  |       |  |  |                                       |  |  |                                        |  |
|                                       |                                             | Ulrica Eleonora d'Assia-Philippsthal-Barchfeld       | Guglielmo d'Assia-Philippsthal-Barchfeld  |  |  |       |  |  |                                       |  |  |                                        |  |
|                                       |                                             | Ulrica Eleonora d'Assia-Philippsthal-Barchfeld       | Carlotta Guglielmina di Anhalt-Zeitz-Hoym |  |  |       |  |  |                                       |  |  |                                        |  |
| Adolfo I di Schaumburg-Lippe          |                                             | Ulrica Eleonora d'Assia-Philippsthal-Barchfeld       |                                           |  |  |       |  |  |                                       |  |  |                                        |  |
|                                       | Carlo Augusto Federico di Waldeck e Pyrmont | Federico Antonio Ulrico di Waldeck e Pyrmont         |                                           |  |  |       |  |  |                                       |  |  |                                        |  |
|                                       | Carlo Augusto Federico di Waldeck e Pyrmont | Federico Antonio Ulrico di Waldeck e Pyrmont         |                                           |  |  |       |  |  |                                       |  |  |                                        |  |
|                                       | Carlo Augusto Federico di Waldeck e Pyrmont | Luisa di Birkenfeld-Bischweiler                      |                                           |  |  |       |  |  |                                       |  |  |                                        |  |
| Giorgio I di Waldeck e Pyrmont        | Carlo Augusto Federico di Waldeck e Pyrmont |                                                      |                                           |  |  |       |  |  |                                       |  |  |                                        |  |
|                                       |                                             | Cristiana Enrichetta del Palatinato-Zweibrücken      | Cristiano III del Palatinato-Zweibrücken  |  |  |       |  |  |                                       |  |  |                                        |  |
|                                       |                                             | Cristiana Enrichetta del Palatinato-Zweibrücken      | Cristiano III del Palatinato-Zweibrücken  |  |  |       |  |  |                                       |  |  |                                        |  |
|                                       |                                             | Cristiana Enrichetta del Palatinato-Zweibrücken      | Carolina di Nassau-Saarbrücken            |  |  |       |  |  |                                       |  |  |                                        |  |
| Ida di Waldeck e Pyrmont              |                                             | Cristiana Enrichetta del Palatinato-Zweibrücken      |                                           |  |  |       |  |  |                                       |  |  |                                        |  |
|                                       |                                             | Cristiano Günther III di Schwarzburg-Sondershausen   | Augusto I di Schwarzburg-Sondershausen    |  |  |       |  |  |                                       |  |  |                                        |  |
|                                       |                                             | Cristiano Günther III di Schwarzburg-Sondershausen   | Augusto I di Schwarzburg-Sondershausen    |  |  |       |  |  |                                       |  |  |                                        |  |
|                                       |                                             | Cristiano Günther III di Schwarzburg-Sondershausen   | Carlotta Sofia di Anhalt-Bernburg         |  |  |       |  |  |                                       |  |  |                                        |  |
| Augusta di Schwarzburg-Sondershausen  |                                             | Cristiano Günther III di Schwarzburg-Sondershausen   |                                           |  |  |       |  |  |                                       |  |  |                                        |  |
|                                       |                                             | Carlotta Guglielmina di Anhalt-Bernburg              | Vittorio Federico di Anhalt-Bernburg      |  |  |       |  |  |                                       |  |  |                                        |  |
|                                       |                                             | Carlotta Guglielmina di Anhalt-Bernburg              | Vittorio Federico di Anhalt-Bernburg      |  |  |       |  |  |                                       |  |  |                                        |  |
|                                       |                                             | Carlotta Guglielmina di Anhalt-Bernburg              | Albertina di Brandeburgo-Schwedt          |  |  |       |  |  |                                       |  |  |                                        |  |
|                                       |                                             | Carlotta Guglielmina di Anhalt-Bernburg              |                                           |  |  |       |  |  |                                       |  |  |                                        |  |